# Thomas F. Mayer
Thomas F. Mayer (Moline, 10 settembre 1951 – Bettendorf, 20 gennaio 2014) è stato uno storico statunitense.

## Biografia
Ha insegnato storia moderna presso l'Augustana College (Illinois).
Le sue ricerche si sono concentrate soprattutto sulla storia religiosa e politica del Cinquecento e del Seicento europeo. In particolare ha pubblicato diversi studi sul cardinal Reginald Pole, di cui ha anche curato la monumentale edizione della corrispondenza. Al centro dei suoi studi è stato anche il caso Galileo.
Ha fondato e diretto la collana Catholic Christendom, 1300-1700 presso l'editore Ashgate.